# 99. Sinfonie (Haydn)
Die Sinfonie Nr. 99 in Es-Dur (Hob. I:99) komponierte Joseph Haydn im Jahr 1793. Das Werk gehört zu den berühmten Londoner Sinfonien und wurde am 10. Februar 1794 uraufgeführt. Es ist die erste von fünf Sinfonien, in der Haydn Klarinetten verwendete.

## Allgemeines

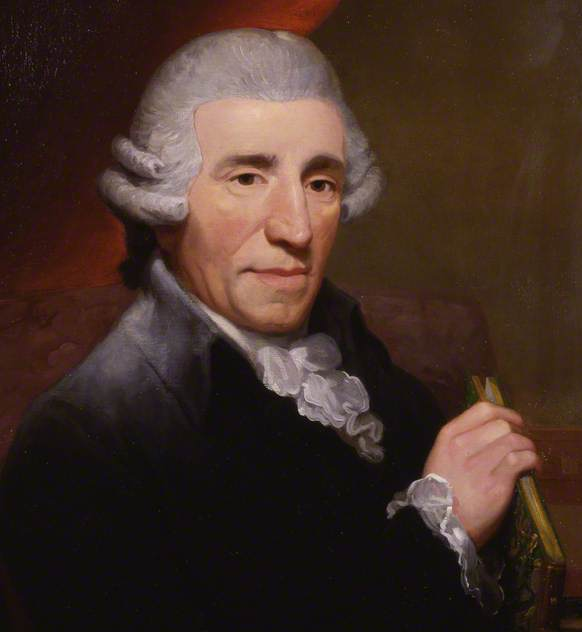
Franz Joseph Haydn (1732–1809)

Die Sinfonie Nr. 99 komponierte Haydn 1793 in Wien oder Eisenstadt. Von Haydns damaligem Schüler, dem 23-jährigen Ludwig van Beethoven, existieren zwei Abschriften des mittleren, kontrapunktischen Abschnittes aus dem vierten Satz. Die Uraufführung fand am 10. Februar 1794 in London im Rahmen der „Salomon´s Concerts“ in den Hanover Square Rooms statt (und damit nur fünf Tage nach Haydns Ankunft in London). Es war das erste Konzert dieser Reihe des Jahres 1794. Die Uraufführung war ein großer Erfolg (s. u.), bei der zweiten Vorstellung der Sinfonie musste der erste Satz wiederholt werden.
Wie auch bei den anderen Londoner Sinfonien, war das Werk kurz nach Erscheinen in zahlreichen Bearbeitungen für den Hausgebrauch (z. B. Klaviertrio, Streichquartett, Flöte mit Streichquartett, Klavier) verbreitet.

„Der unvergleichliche Haydn schuf eine Ouvertüre, die sich nicht mit gewöhnlichen Worten beschreiben lässt. Sie ist eine der großartigsten Leistungen der Kunst, die wir jemals erlebt haben. Sie ist reich an neuartigen, großen und eindringlichen musikalischen Gedanken, sie erhebt die Seelen und die Gefühle. Das Werk wurde mit begeistertem Applaus begrüßt.“

„Obwohl auch dieses Stück alle Qualitäten der ‚großen‘ Sinfonien besitzt, gehört es zu den Raritäten unseres Konzertbetriebs.“

„Mit seiner Es-Dur-Symphonie 99 beschritt Haydn in mancherlei Hinsicht Neuland, vor allem was die Verwirklichung klanglicher Vorstellungen betraf. Sie ist die erste Symphonie in dieser Tonart für London, und erstmals hat Haydn in diesem Werk, das angeblich seine Lieblingssymphonie war, zwei Klarinetten verwendet. Dabei hat er es auf Anhieb verstanden, die klanglichen Möglichkeiten der Klarinette voll auszureizen und sensibel zur Geltung zu bringen. Dem 61-Jährigen ist damit nicht weniger gelungen, als die volle Besetzung der Holzbläser in der klassischen Symphonik zu etablieren (…). Auffallend ist dabei die Differenzierungskunst, mit welcher der Komponist über sein großes Orchester (…) verfügt und es vom klanggewaltigen Tutti bis hin zu transparenten kammermusikalischen Formationen variabel einsetzt.“

„Wenn es nun stimmt, dass die Tonsprache der reifen Wiener klassischen Musik die Erinnerung an das Vergangene und die Erwartung des Zukünftigen in einer aufgeklärt-wachen Gegenwartserfahrung in singulärer Weise zu bündeln vermochte, ist die Symphonie in Es-Dur Nr. 99 nicht zuletzt in entstehungschronologischer Hinsicht Haydns klassischstes Werk: Haydn sollte es hier gelingen, die musikalischen Erfahrungen des ersten Londonaufenthalts mit der Perspektive neuerlichen symphonischen In-Beziehung-Tretens mit einem nunmehr bekannten Publikum in unvergleichlicher Weise zu verbinden, und vielen Bewunderern der Musik Haydns ist dieses Werk bis heute der Inbegriff von dessen symphonischer Kunst geblieben.“

## Zur Musik
Besetzung: zwei Flöten, zwei Oboen, zwei Klarinetten, zwei Fagotte, zwei Hörner, zwei  Trompeten, Pauken, zwei Violinen, Viola, Cello, Kontrabass. Zahlreiche Quellen belegen, dass Haydn seine Sinfonien bei den Londoner Konzerten vom Cembalo und ab 1792 vom „Piano Forte“ leitete, wie es der damaligen Aufführungspraxis entsprach. Dies ist ein Indiz für den Gebrauch eines Tasteninstrumentes (also Cembalo oder Fortepiano) als Continuo in den „Londoner Sinfonien“.
Aufführungszeit: ca. 25–30 Minuten.
Bei den hier benutzten Begriffen der Sonatensatzform ist zu berücksichtigen, dass dieses Modell erst Anfang des 19. Jahrhunderts entworfen wurde (siehe dort).  – Die hier vorgenommene Beschreibung und Gliederung der Sätze ist als Vorschlag zu verstehen. Je nach Standpunkt sind auch andere Abgrenzungen und Deutungen möglich.

### Erster Satz: Adagio – Vivace assai
Adagio: Es-Dur, 2/2-Takt (alla breve), Takt 1–18
Haydn eröffnet die Sinfonie mit einem Wechsel aus gerüstartigen Fortissimo-Akkordschlägen des Tutti, zwischen die ein kurzes Streichermotiv geschaltet ist. Dieses relativ ursprüngliche, portalartige  Einleitungskonzept versieht Haydn mit mehreren Überraschungen: Die im punktierten Rhythmus fallende Linie ab Takt 5 führt zum Unisono-B, das unerwartet auf Ces zur Ruhe kommt. Solo-Oboe und Solo-Flöte übernehmen nun in einem Neuansatz das Streicher-Motiv vom Anfang und führen dabei kurzzeitig nach c-Moll, G-Dur und sogar ins harmonisch ferne e-Moll. Takt 14 bis 16 dominiert G-Dur, und in dieser von der Tonika Es entfernten Tonart scheint die Einleitung auch zu enden (Unisono-G, Takt 17). Ohne weitere harmonische Überleitung wird dem ganztaktigen Unisono-G aus Takt 17 dann jedoch in den Bläsern der Dominantseptakkord (B-Dur) als „doppelpunkartige“ Öffnung zum folgenden Vivace gegenübergestellt.
Vivace assai: Es-dur, 4/4-Takt, Takt 19–202

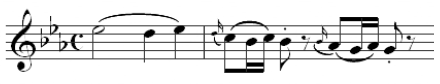
Beginn des Vivace assai

Der Satz beginnt piano mit dem ersten Thema, das zunächst von den Streichern vorgetragen wird. Es ist achttaktig und basiert auf zwei eintaktigen Motiven, wobei das eine legato und das andere (mit „Doppelschlag“ = Doppelschlagsmotiv) staccato vorgetragen wird. Die Begleitung besteht aus einer Staccato-Achtelfigur der 2. Violine und des Cello. Ab Takt 27 wird das Thema im Tutti und forte wiederholt. Die Überleitung ab Takt 34 präsentiert sich als Forte-Block des Tutti, bei dem anfangs zwei Motive im Dialog auftreten (Motiv 1 mit Lauf abwärts und Synkopen als Startton, Motiv 2 mit Marsch-Rhythmus). Ab Takt 44 wird die Sekunde vom ersten Thema zwei Takte lang unisono betont, ehe der Kopf vom ersten Thema nochmals vollständig gebracht wird. Ab Takt 54 wechselt Haydn zur Dominante B-Dur, nun überwiegen Bassläufe über synkopischer Begleitung, die in gebrochene Akkordfiguren – wiederum mit Akkordstützen auf den unbetonten Taktzeiten – übergehen. Nach Molltrübung und einem weiteren Auftritt des Vorschlagsmotivs kündigen „doppelpunktartige“ Akkordschläge das zweite Thema an.
Das zweite Thema (Takt 71–81) wird im Staccato-Achtelteppich eingeleitet (nun von Viola und 2. Violine). Es basiert auf einem eintaktigen Motiv mit absteigendem Dreiklang, dem ein auftaktiger, betonter Vorhalt vorausgeht. Zunächst sind in der fünftaktigen thematischen Einheit 1. Violine und 1. Klarinette stimmführend, bei der Wiederholung die 1. Oboe anstelle des Fagotts (dieses begleitet nun mit der tickenden Achtelfigur). Die Schlussgruppe (Takt 81–89) ist von mit Akkordbrechungen begleiteten Tonwiederholungs-Synkopen geprägt. Die Exposition wird wiederholt.
Die Durchführung fängt mit zweifachem Anlauf des Kopfes vom ersten Thema an (Streicher, dann Flöte und Oboen). Anschließend wird das Material vom zweiten Thema verarbeitet: Beginnend von C-Dur aus (Takt 95), wird das Thema moduliert, die Instrumente wechseln sich mit der Stimmführung ab (z. B. Bass: Takt 105 f., Oboe, Fagott: Takt 121 ff.), Takt 125 ff. Dreiklangsmotiv auch aufwärts statt abwärts, Takt 107 bis 120 ist das Doppelschlagmotiv vom ersten Thema eingeschaltet (von g-Moll über As-Dur nach Des-Dur). Die Rückführung zur Reprise (Takt 135 ff.) erfolgt über einem Orgelpunkt auf B mit dem Motiv vom zweiten Thema.
Die Reprise (Takt 138 ff.) ist gegenüber der Exposition verkürzt. Sie beginnt forte mit dem ersten Thema, das direkt in die Überleitung führt. Der weitere Auftritt vom ersten Thema und die Bassläufe werden nun ausgelassen. Die Wiederholung des zweiten Themas ist als Variante mit Stimmführung in Klarinette, Fagott und 1. Violine gestaltet. Nach der Schlussgruppe setzt eine Coda ein (Takt 174 ff.), die das Dreiklangsmotiv vom zweiten Thema weiter verarbeitet – teilweise mit synkopischer Begleitung, ehe kurz vor Satzende der Kopf vom ersten Thema in Flöten und Oboen – mit bekräftigenden Akkorden gestützt – nochmals auftaucht.

### Zweiter Satz: Adagio
G-Dur, 3/4-Takt, 98 Takte
Der Satz, das „innere Herzstück“ der Sinfonie, steht im bezogen auf die Tonart der übrigen Sätze ungewöhnlichen G-Dur. Weiterhin fällt das Adagio durch seinen eher ernsten, feierlichen Charakter mit weitgesponnenen, sanglichen Melodiebögen auf (ähnlich bei den langsamen Sätzen der Sinfonien Nr. 98 und 102). Der Satz wurde teilweise als Musik des Abschieds von Haydns Vertrauten Marianne von Genzinger verstanden, die am 26. Januar 1793 in Wien gestorben war.
Die Streicher eröffnen den Satz mit einer viertaktigen thematischen Einheit, die piano von der stimmführenden 1. Violine (mit cantabile = sanglich überschrieben) gespielt wird. Die fragende Schlusswendung wird echohaft von Flöte und Oboe wiederholt. Das Fagott führt zurück zum Thema, das nun von den Streichern weitergeführt wird, jedoch mit Betonung der offenen Schlussfloskel (mit Flöte) seinen fragenden Charakter behält. In der Passage ab Takt 16 spielen Flöte, Oboen und Fagott solistisch variiertes Material des Themas, wobei Haydn zur Dominante D-Dur wechselt.

„Die Wirkung der Blasinstrumente im zweiten Satz war bezaubernd. (…) Oboe und Flöte spielten in schöner Harmonie, aber vor allem das Fagott war vollkommener und reizvoller; als wir je zuvor ein Blasinstrument haben spielen hören.“

Das zweite Thema (Takt 27 ff.) basiert auf einem zweitaktigen Motiv mit charakteristischer halber Note und folgender Sechzehntelbewegung, stimmführend sind nun Oboe, Fagott und 1. Violine. Es hat im Gegensatz zum ersten Thema einen mehr schließenden Charakter (ggf. als „Antwort“ zum ersten Thema interpretierbar). Eine kurze, pendelnde Figur beendet die Exposition, die wiederholt wird.
Der Mittelteil des Satzes („Durchführung“) beginnt in d-Moll als Crescendo-Passage, die sich bis zum Fortissimo steigert. Nach einem ruhigen Einschub mit dem zweiten Thema in C-Dur (Takt 43 ff.) kommt es bereits in Takt 47 zum erneuten Moll-Ausbruch mit tremoloartigen Sextolen.
Die Reprise (Takt 54 ff.) beginnt zunächst wie die Exposition. Bei der Wiederholung des ersten Themas spielen 2. und 1. Violine jedoch versetzt, im Bass liegt zunächst eine gegenstimmenartige gleichmäßige Bewegung, schließlich greift der Bass selbst das Thema auf. Nach dem Auftritt des zweiten Themas weitet sich die Pendelbewegung vom Schluss der Exposition in einer Steigerung aus, die zu einer energischen Passage mit militärartigen Signalen in Hörnern und Trompeten über marschartigem Rhythmus führt (Takt 82 ff., dazu charakteristische Sekunden in den Violinen). Zum Schluss des Satzes erklingt in der Coda nochmals das zweite Thema: zunächst piano, die Schlusswendung dann vom Tutti im klangfarbenreichen Fortissimo.

### Dritter Satz: Menuet. Allegretto
Es-Dur, 3/4-Takt, mit Trio 108 Takte
Das Menuett eröffnet mit einer Frage (Klarinetten mit stimmführend) – Antwort (tutti) – Figur, die durch fallende Akkordbrechungen, Wechsel zwischen piano und forte sowie gleichmäßige Viertel im Staccato (mit Auftakt) gekennzeichnet ist. Die fallenden Akkordbrechungen werden variiert weitergeführt (mit Vorhalt und versetztem Einsatz) und führen zu einem neuntaktigen, „stampfenden“ Orgelpunkt auf B unter pendelnder, gebundener Bewegung.
Der zweite Teil des Menuetts beginnt mit einem nun aufsteigenden Dreiklang, der nach Des-Dur führt und hier ein neues Motiv (Tonrepetition mit kreisender Achtelfigur) vorstellt. Das Motiv wird im versetzten Einsatz sowie durch Modulationen durchführungsartig verarbeitet. Ab Takt 42 tritt wieder das Anfangsthema auf, wiederum im versetzten Einsatz und Akzenten auf den unbetonten Taktzeiten. Das Ende des Menuetts ist durch die Dreiklangsbrechungen in Gegenbewegung gekennzeichnet.
Das Trio, das mit dem Menuett über fünf klopfende Oboentöne verbunden ist, steht in C-Dur (Terzverwandtschaft zu Es-Dur, wie auch beim G-Dur des Adagios). 1. Oboe und die Violinen spielen ihre melancholisch-lyrische Melodie mit etwas Chromatik, Auftakt, Vorhalt und Tonrepetition (der Rhythmus ist dem Anfang des Menuetts verwandt). Im zweiten Teil beteiligt sich das Fagott mit an der Stimmführung. Die Überleitung vom C-Dur zum Es-Dur des Menuetts ist unterbrechungslos auskomponiert, zum Schluss mit Beteiligung der Klarinette.

### Vierter Satz: Finale. Vivace
Es-Dur, 2/4-Takt, 260 Takte
Zu Beginn stellen die Streicher piano das achttaktige Thema (Hauptthema oder erstes Thema vor). Es ist auftaktig, schwungvoll-tänzerisch, durch drei klopfende Achtel charakterisiert und wird wiederholt. Anschließend folgt eine ebenfalls wiederholte Passage bis Takt 20, die anfangs eine Laufbewegung des Themas und dann den Themenkopf (im Bass und dann in der Viola) aufgreift. Der Satzanfang ist somit wie ein typisches Rondothema (A-B-A´) gestaltet, während der weitere Satzverlauf vom klassischen
Rondo-Muster abweicht:
Ab Takt 20 folgt ein erster Forte-Block des Tutti, der durch virtuose Läufe, Akzente (als Synkope auf unbetonten Taktzeiten) und Wiederaufgreifen des Themenkopfes (Takt 39 ff., Bass und anschließend Violinen mit Klarinetten, jeweils über gegenstimmenartigen Läufen) bestimmt ist.
Ein weiteres Thema („zweites Thema“), das mit dem Eingangsthema verwandt ist, setzt in Takt 56 ein. Es ist anfangs auf die Bläser verteilt, wird dann nachsatzartig von den Streichern weitergeführt und als Ganzes als Variante mit veränderter Instrumentierung wiederholt. Typisch ist die fünffache, klopfende Tonrepetition und die fallende Figur. Eine gleichmäßige Sechzehntelbewegung der 1. Violine verebbt im Pianissimo und leitet zu einem weiteren Auftritt des Eingangsthemas über (Takt 101 ff.). Auch der folgende Forte-Tutti-Block erscheint zunächst wie am Beginn, geht dann jedoch in eine mehrstimmig gearbeitete Fugato-Passage über (Takt 128 ff., weiterhin forte), die die Elemente des Anfangsthemas durch die Instrumente und verschiedene Tonarten führt. Dabei erscheint der Themenkopf auch in der Umkehrung (Takt 148 f.). Nach rasanten Auf- und Ab – Läufen mit Fanfaren in den Blechbläsern kommt die Musik mit Akkordschlägen auf Es-Dur zur Ruhe, gefolgt von einer kurzen Generalpause und dem zweimaligen Anlauf des Kopfes vom Anfangs-Thema (das zweite Mal im zögerlichen Adagio). Weitere Läufe und Akzente führen dann zum zweiten Auftritt des „zweiten Themas“ in Takt 211, ehe eine Coda mit weiteren rasanten Läufen und Akkordschlägen den Satz beendet.
Der Satz ist insgesamt dadurch gekennzeichnet, dass sich „Klarinetten, Flöte, Fagotte, Oboen und Hörner sowie die Streicher die Gedanken spielballmäßig zuwerfen (…).“ „Dabei bleibt der Satz vordergründig ein quirliger Kehraus voller witziger Spielereien mit unscheinbarsten Motiven und virtuos-konzertanter Holzbläserpassagen. Die Beweglichkeit des Orchestersatzes und seine Informationsdichte und Informationsgeschwindigkeit erreichen hier ein Maß, wie es bei keinem anderen Komponisten zu finden ist.“ Von den 14 Stücken für ein „Laufwerk“ (Flötenuhr) aus den Jahren 1792/93 stellt eines eine Skizze zu diesem Schlusssatz der Sinfonie Nr. 99 dar.